# Cisleithanien
Cisleithanien (dvs. landene på denne side af floden Leitha (set fra Wien)) var fra 1867 til 1918 den østrigske halvdel af dobbeltmonarkiet Østrig-Ungarn.
Indtil 1915 hed landene officielt : De i rigsrådet repræsenterede kongeriger og lande (tysk: die im Reichsrat vertretenen Königreiche und Länder ). Derefter blev området kendt som de østrigske lande (’’österreichische Länder’’). Transleithanien var det ungarske modstykke til Cisleithanien.

## Geografi
Cisleithanien bestod af den vestlige og nordlige halvdel af Østrig-Ungarn.
| Karte Österreich-Ungarns | |
| \| - Cisleithanien \| \| \| 1. Bøhmen 2. Bukovina 3. Kärnten 4. Krain 5. Dalmatien 6. Galicien og Lodomerien 7. Østrigske kystland (det fælles forvaltningsområde for Görz, Trieste og Istrien) 8. Österreich unter der Enns eller Niederösterreich \| 9. Mähren 10. Salzburg 11. Østrigske Schlesien 12. Steiermark 13. Tyrol 14. Österreich ob der Enns eller Oberösterreich 15. Vorarlberg \| \| - Transleithanien \| \| \| 16. Ungarn med Vojvodina og Siebenbürgen \| 17. Kroatien og Slavonien \| \| - 18. Bosnien og Hercegovina \| \| | |
| - Cisleithanien | |
| 1. Bøhmen 2. Bukovina 3. Kärnten 4. Krain 5. Dalmatien 6. Galicien og Lodomerien 7. Østrigske kystland (det fælles forvaltningsområde for Görz, Trieste og Istrien) 8. Österreich unter der Enns eller Niederösterreich | 9. Mähren 10. Salzburg 11. Østrigske Schlesien 12. Steiermark 13. Tyrol 14. Österreich ob der Enns eller Oberösterreich 15. Vorarlberg |
| - Transleithanien | |
| 16. Ungarn med Vojvodina og Siebenbürgen | 17. Kroatien og Slavonien |
| - 18. Bosnien og Hercegovina | |